# باشگاه فوتبال آراکس آرارات
باشگاه فوتبال آراکس آرارات (انگلیسی: Araks Ararat FC) یک باشگاه فوتبال در شهر آرارات و در کشور ارمنستان بود که در لیگ برتر فوتبال ارمنستان بازی می‌کرد.
این باشگاه در سال ۱۹۶۰ میلادی تأسیس و در سال ۲۰۰۱ منحل شد.
آراکس آرارات دو بار در مسابقات لیگ برتر فوتبال ارمنستان و دو بار در جام حذفی فوتبال ارمنستان به عنوان قهرمانی دست پیدا کرد.

## آمار لیگ
| ارمنستان (۱۹۹۲ – ۱۹۹۹) |              |     |      |     |       |      |        |          |     |        |      |
| فصل                    | دسته         | سطح | بازی | برد | تساوی | باخت | گل زده | گل خورده | +/- | امتیاز | مکان |
| ۱۹۹۲                   | لیگ دسته اول | ۲   | ۱۰   | ۹   | ۰     | ۱    | ۳۷     | ۱۲       | +۲۵ | ۱۸     | 1.   |
| ۱۹۹۳                   | لیگ برتر     | ۱   | ۲۸   | ۱۲  | ۶     | ۱۰   | ۵۶     | ۵۰       | +۶  | ۳۰     | 6.   |
| ۱۹۹۴                   | لیگ برتر     | ۱   | ۲۸   | ۱۱  | ۶     | ۱۱   | ۵۴     | ۴۹       | +۵  | ۲۸     | 6.   |
| ۱۹۹۵/۹۶                | لیگ برتر     | ۱   | ۲۲   | ۱۲  | ۳     | ۷    | ۵۷     | ۳۳       | +۲۴ | ۳۹     | 5.   |
| ۱۹۹۶/۹۷                | لیگ برتر     | ۱   | ۲۲   | ۱۳  | ۳     | ۶    | ۴۹     | ۲۶       | +۲۳ | ۴۲     | 5.   |
| ۱۹۹۷                   | لیگ برتر     | ۱   | ۱۸   | ۸   | ۳     | ۷    | ۲۸     | ۲۷       | +۱  | ۲۷     | 5.   |
| ۱۹۹۸                   | لیگ برتر     | ۱   | ۲۶   | ۲۰  | ۴     | ۲    | ۷۰     | ۲۲       | +۴۸ | ۶۴     | ۱.   |
| ۱۹۹۹                   | لیگ برتر     | ۱   | ۳۲   | ۲۲  | ۵     | ۵    | ۷۸     | ۱۹       | +۵۹ | ۷۱     | 3.   |
| ۲۰۰۰                   | لیگ برتر     | ۱   | ۲۸   | ۱۹  | ۴     | ۵    | ۶۵     | ۳۳       | +۳۲ | ۶۱     | ۱.   |

## رقابت اروپایی
| فصل     | رقابت                 | دور        | باشگاه                      | بازی رفت | بازی برگشت | در مجموع |
| ------- | --------------------- | ---------- | --------------------------- | -------- | ---------- | -------- |
| ۱۹۹۸/۹۹ | جام برندگان جام اروپا | مقدماتی    | باشگاه فوتبال لوزان-اسپورت  | ۱:۲      | ۱:۵        | ۱:۷      |
| ۱۹۹۹/۰۰ | لیگ قهرمانان اروپا    | ۱. مقدماتی | باشگاه فوتبال ژالگیریس      | ۰:۳      | ۰:۲        | ۰:۵      |
| ۲۰۰۱/۰۲ | لیگ قهرمانان اروپا    | ۱. مقدماتی | باشگاه فوتبال شریف تیراسپول | ۰:۱      | ۰:۲        | ۰:۳      |